# Biblioteca da Presidência da República
A Biblioteca da Presidência da República é a biblioteca de pesquisa da Presidência da República do Brasil, localizada no Palácio do Planalto, em Brasília. Foi fundada em 1914, inicialmente localizada no Rio de Janeiro, à época a capital do país, sendo transferida para Brasília em 1961. É especializada em Ciências Sociais, com ênfase em Direito, e possui um acervo de aproximadamente 31 mil itens, incluindo monografias, periódicos, normas legais e dados biográficos dos presidentes da República e de ministros.

## História

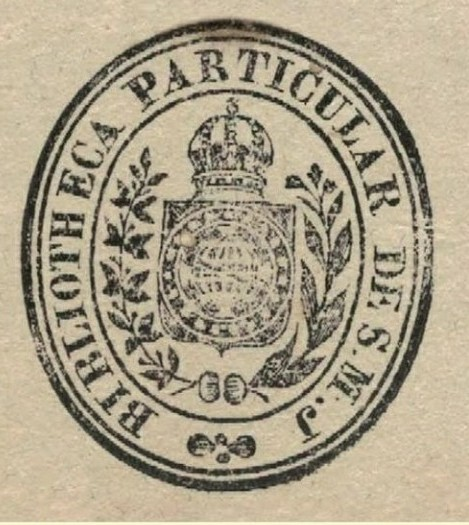
Ex-libris da biblioteca do imperador durante o período imperial.

A Biblioteca da Presidência da República foi estabelecida em 1914, durante o Governo Venceslau Brás. Na época, formava seu acervo 702 obras e 3.695 volumes. Tinha como papel atender a demanda por informações legislativas e pesquisas jurídicas dos servidores da presidência. Em 1951, a equipe de bibliotecários que ali trabalhava promoveu sua reorganização, dando início a uma nova biblioteca, especializada em legislação, Direito Administrativo, Direito Constitucional e Ciência Política. Também passaram a ser disponibilizados as biografias dos presidentes e vice-presidentes do país.
Em 1961, a nova capital federal, Brasília, foi inaugurada, levando a Biblioteca da Presidência a instalar-se no Palácio do Planalto. Apesar da mudança, manteve seu acervo. A partir de 1979, o Serviço de Documentação, ao qual estava subordinada, passou a fazer parte da estrutura e competência do Gabinete Civil, o que levou a Biblioteca a incorporar parte do acervo bibliográfico da Secretaria do Conselho de Segurança Nacional. Nesse mesmo ano, foi transferida para o anexo I do Palácio do Planalto, onde se encontra até hoje.
Em 2005, no governo Lula (PT), a biblioteca foi reinaugurada após passar por reforma orçada em setecentos mil reais. Segundo José Dirceu, então ministro da casa-civil, o prédio passou por compra de mobília e restauração de móveis. Questionado por não ter comprado livros para o acervo, Dirceu argumentou que a proposta do governo era "voltar a deixar utilizável o espaço da biblioteca, e que posteriormente a biblioteca teria o acervo renovado". No mesmo ano, foi certificada pelo Conselho Regional de Biblioteconomia da 1ª região (CRB1).
Em 2020, com Jair Bolsonaro na presidência, o governo informou que parte de seu espaço seria utilizado para abrigar a equipe da primeira-dama, Michelle Bolsonaro. O Palácio do Planalto atestou que o acervo da biblioteca se manteve íntegro e que espaço não estava sendo totalmente utilizado. A decisão foi criticada pelo Conselho de Biblioteconomia. A ideia não repercutiu junto à opinião pública, gerando protestos entre órgãos vinculados à biblioteconomia. Poucos dias depois, o governo desistiu da ideia.

## Acervo
O acervo da biblioteca é especializado em Ciências Sociais, com ênfase em Direito. Foi organizado segundo a classificação decimal de Dewey (CDD) e seu catálogo obedece à 2º edição do Código de Catalogação Anglo-Americano. Possui mais de 31.000 itens, como monografias, periódicos e normas inferiores (portarias, atos, circulares, entre outros).
Com o lançamento de uma nova versão para o sítio da Presidência da República, a biblioteca empreendeu esforços para digitalizar seu acervo. Todos os discursos presidenciais foram digitalizados em OCR (Optical Character Recognition). Seu catálogo pode ser consultado online.

## Visitação
É aberta ao público de segunda a sexta-feira.